# Product Hunt
Product Hunt est un site américain de partage et de découverte de nouveaux produits . Il a été fondé par Ryan Hoover en novembre 2013.
Les utilisateurs soumettent des produits, qui sont répertoriés dans un format linéaire par jour. Le site comprend un système de commentaires et un système de vote similaire à Hacker News ou Reddit. Les produits avec le plus de votes se hissent en haut de la liste de chaque jour.
Les produits sont organisés en quatre catégories ; produits technologiques (applications Web, applications mobiles, produits matériels, etc.), jeux (PC, Web, applications mobiles), livres et podcasts. Une soumission nécessite simplement un titre de produit, une URL et un slogan. En 2016, selon Hoover, le site Web a conduit à la découverte de plus de 100 millions de produits dans 50 000 entreprises.
Le site comprend également une liste de diffusion quotidienne qui envoie les « chasses » (produits) de pointe de la technologie d'hier ainsi qu'une collection en vedette. Une version du résumé est également disponible pour les jeux et les livres.
Product Hunt est également disponible sous forme d'application iOS, d'application macOS, d'application Android et d'extension Google Chrome. Le siège social de la société est à San Francisco.
Le site a reçu un financement de Y Combinator. En novembre 2016, AngelList a acquis Product Hunt pour 20 millions de dollars,.

## Histoire
Product Hunt a été lancé le 6 novembre 2013, lorsqu'il a commencé comme une liste de diffusion  construite à l'aide de Linkydink. La première version du site Web a été développée par Nathan Bashaw et Ryan Hoover pendant la pause de Thanksgiving en 2013. Le 17 juillet 2014, la société a annoncé son soutien Y Combinator,.
À l'automne 2014, la société a annoncé qu'elle recevrait 6,1 millions de dollars en financement de série A dirigé par Andreessen Horowitz,,.
En septembre 2015, la société a ajouté une section podcast sur le site. Cependant, en 2016, ils y ont mis fin, déclarant que cela "détournerait de notre mission principale" de faire émerger d'excellents produits.
En décembre 2015, la société a lancé une application iPhone. En septembre 2017, elle lance "Ship", une suite d'outils permettant aux fabricants de générer une demande pour les produits qu'ils créent.
En février 2018, Product Hunt lance une nouvelle application d'agrégation de nouvelles technologiques appelée "Sip",. Sip ferme en 2019.
En juillet 2019, la société lance "Launch Day" pour aider les utilisateurs à suivre l'intégralité de leur lancement en temps réel.
En octobre 2020, la société a annoncé Josh Buckley, investisseur providentiel et fondateur de Mino Games, en tant que nouveau PDG.
En août 2021, la société a annoncé Ashley Higgins, ancien directeur général, comme son nouveau PDG.

## Ship
En 2017, Product Hunt a lancé Ship, une nouvelle boîte à outils permettant aux fabricants d'expédier des produits. Le produit permet aux fabricants de créer des pages à venir avant que le produit ne soit accessible au public et à travers lesquelles ils peuvent communiquer avec les parties intéressées.

## Mentorat
En 2020, Product Hunt a introduit un programme de mentorat. Le programme permet aux utilisateurs de réserver des appels payants avec des experts de l'industrie sur une gamme de sujets liés à la construction de produits et au marketing.

## Évènements
Des évènements Product Hunt sont régulièrement organisé pour réunir la communauté,,,. Le premier à Paris fut organisé le 6 décembre 2019 avec une conférence de Victor Baissait sur la dataviz,. La deuxième a eu lieu le 28 janvier 2020 avec des conférences de Nicolas Jacques et Jules Maregiano. Le troisième fut organisé à la Station F. le 26 février 2020